# Francisco Antonio de Agurto
Francisco Antonio de Agurto y Salcedo, I marqués de Gastañaga (Vitoria, 1640-Zaragoza, 2 de noviembre de 1702), aristócrata, virrey y gobernador español de Flandes.

## Biografía
Era hijo de Antonio de Agurto y Álava, caballero de Santiago en 1628, y de su esposa, Catalina de Salcedo Medrano. Fue investido marqués de Gastañaga en 1676, fue gobernador de los Países Bajos de los Habsburgo de 1685 a 1692, encontrándose al frente de las tropas españolas en la batalla de Fleurus, 1690. No tuvo éxito en la defensa de Mons frente al ataque francés. Promovió la construcción de una capilla real dedicada a san José en Waterloo, en 1687, en un intento por ganarse el favor de la Corte, pero tuvo que regresar a Madrid por haber fracasado en la defensa de Mons. 
En 1694 fue nombrado virrey de Cataluña, permaneciendo en el cargo hasta 1696. Tuvo que hacer frente a una invasión francesa durante la guerra de la Gran Alianza. Nunca se casó y tras su muerte el marquesado pasó a su hermano, Íñigo Eugenio de Agurto y Salcedo.